# دوري ساموا لكرة القدم 1979
دوري ساموا لكرة القدم 1979 هو موسم من ساموا لكرة القدم. فاز فيه Vaivase-Tai FC ‏.